# بين تيت
بين تيت (بالإنجليزية: Ben Tate)‏ هو لاعب كرة قدم أمريكية أمريكي، ولد في 21 أغسطس 1988 في سالزبوري في الولايات المتحدة.

## وصلات خارجية
- بين تيت على موقع مرجع كرة القدم المحترفة.كوم (الإنجليزية)